# 若きウェルテルの悩み
『若きウェルテルの悩み』（わかきウェルテルのなやみ、ドイツ語: Die Leiden des jungen Werthers）は、1774年に刊行されたヨハン・ヴォルフガング・フォン・ゲーテによる書簡体小説。青年ウェルテルが婚約者のいる女性シャルロッテに恋をし、叶わぬ思いに絶望して自殺するまでを描いている。出版当時ヨーロッパ中でベストセラーとなり、主人公ウェルテルを真似て自殺する者が急増するなどの社会現象を巻き起こした。そのため「精神的インフルエンザの病原体」と刊行時に呼ばれたが、現在も世界中で広く読まれている。
なおドイツ語の原題は、1774年の初版では "Die Leiden des jungen Werthers" であったが、1787年の改訂版では "Die Leiden des jungen Werther" となっており、現在でも両方の表記が見られる。
紹介・訳出されたのが明治時代であり舞台発音に準拠し「ウェルテル」と表記される。現代かなづかい策定前は「ヱルテル」との表記もされた。現代の標準的な口語ドイツ語による発音は「ヴェルター」「ヴェアター」がより近い。

## あらすじ

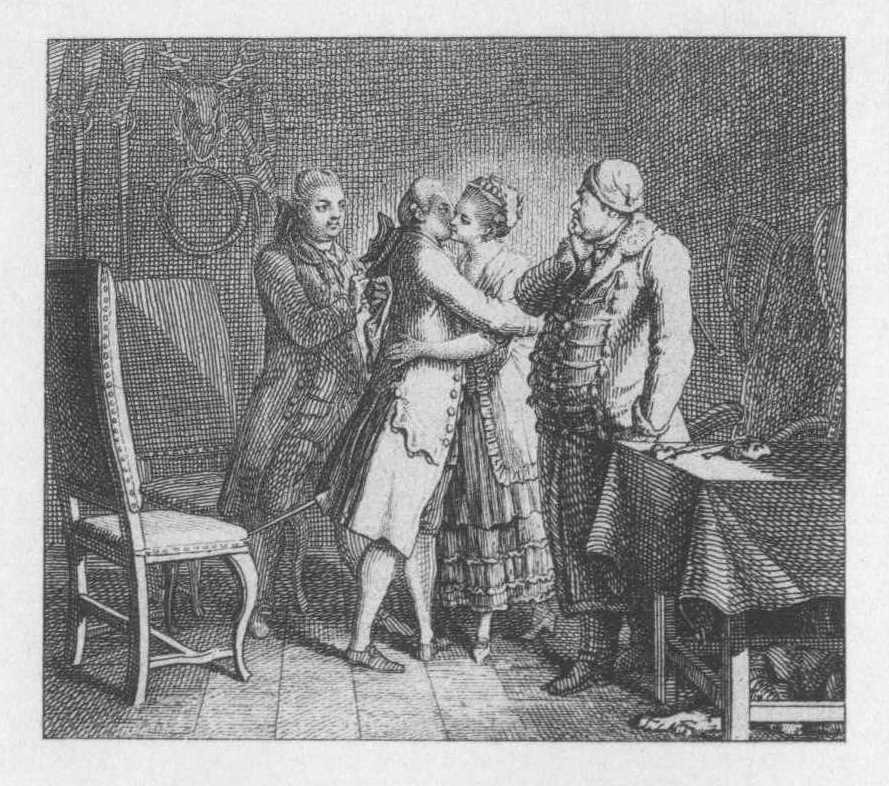
挿絵

作品は2部で構成されており、主に主人公ウェルテルが友人ヴィルヘルムに宛てた数十通の書簡によって構成されている（シャルロッテ宛のものも数通含まれる）。
第1部冒頭では、ウェルテルが新たにやってきた土地での生活ぶりや交友関係が報告される。辺りの風物の素晴らしさや、身分の低い人々の素朴さに惹かれたこと、とある公爵とその老法官と親しくなったこと、その老法官の妻が最近死んで、長女がまだ幼い兄弟たちの母親代わりをしていること、ワールハイムという土地にある料亭が気に入って、そこでしばしばホメーロスを耽読していることなど。
ある日ウェルテルは郊外で開かれた舞踏会に知り合いと連れ立って出かけることになり、その際に老法官の娘シャルロッテと初めて対面する。ウェルテルは彼女が婚約者のいる身であることを知りつつ、その美しさと豊かな感性に惹かれ我を忘れたようになる。この日からウェルテルはシャルロッテのもとにたびたび訪れるようになり、彼女の幼い弟や妹たちになつかれ、シャルロッテからもまた憎からず思われる。しかし幸福な日々は長く続かず、彼女の婚約者アルベルトが到着すると苦悩に苛まれるようになり、やがて耐え切れなくなってこの土地を去ってしまう。
第2部では新たな土地に移って以降の出来事が描かれる。新たな土地でウェルテルは求めて官職に就き、公務に没頭しようとする。しかし同僚たちの卑俗さや形式主義に我慢がならなくなり、伯爵家に招かれた際に周囲から侮辱を受けたことをきっかけに退官してしまう。その後頼った知り合いの公爵のもとでも気分の落ち着きが得られず、数か月各地をさまよった後やがてシャルロッテのいるもとの土地に戻ってくる。しかしすでに結婚していたシャルロッテとアルベルトは、ウェルテルの期待に反して彼に対し冷たく振舞う。
この第2部の半ばから「編集者」による解説が挿入され、ウェルテルの書簡と平行してシャルロッテや周辺人物の状況を説明しながら物語を進めていく。ウェルテルがシャルロッテへの思いに煩悶している中、ある日ウェルテルの旧知の作男が、自分の主人である未亡人への思いから殺人を犯してしまう。作男に自分の状況を重ね合わせたウェルテルは作男を弁護しようとするが、アルベルトと、シャルロッテの父親である老法官に跳ねつけられてしまう。この出来事が引き金となり、ウェルテルは自殺を決意する。彼は使いをやってアルベルトの持つピストルを借りようとする。アルベルトの傍らでその使いの用事を聞いたシャルロッテは事情を察し衝撃を受けるが、夫の前ではどうすることもできず、黙ってピストルを使いに渡してしまう。ウェルテルはそのピストルがシャルロッテの触れたものであることに対する感謝を遺書に記し、深夜12時の鐘とともに筆を置き、自殺を決行する。最後に編集者によって、心痛のためにシャルロッテが出席できなかったウェルテルの葬儀の模様が報告される。

## 成立

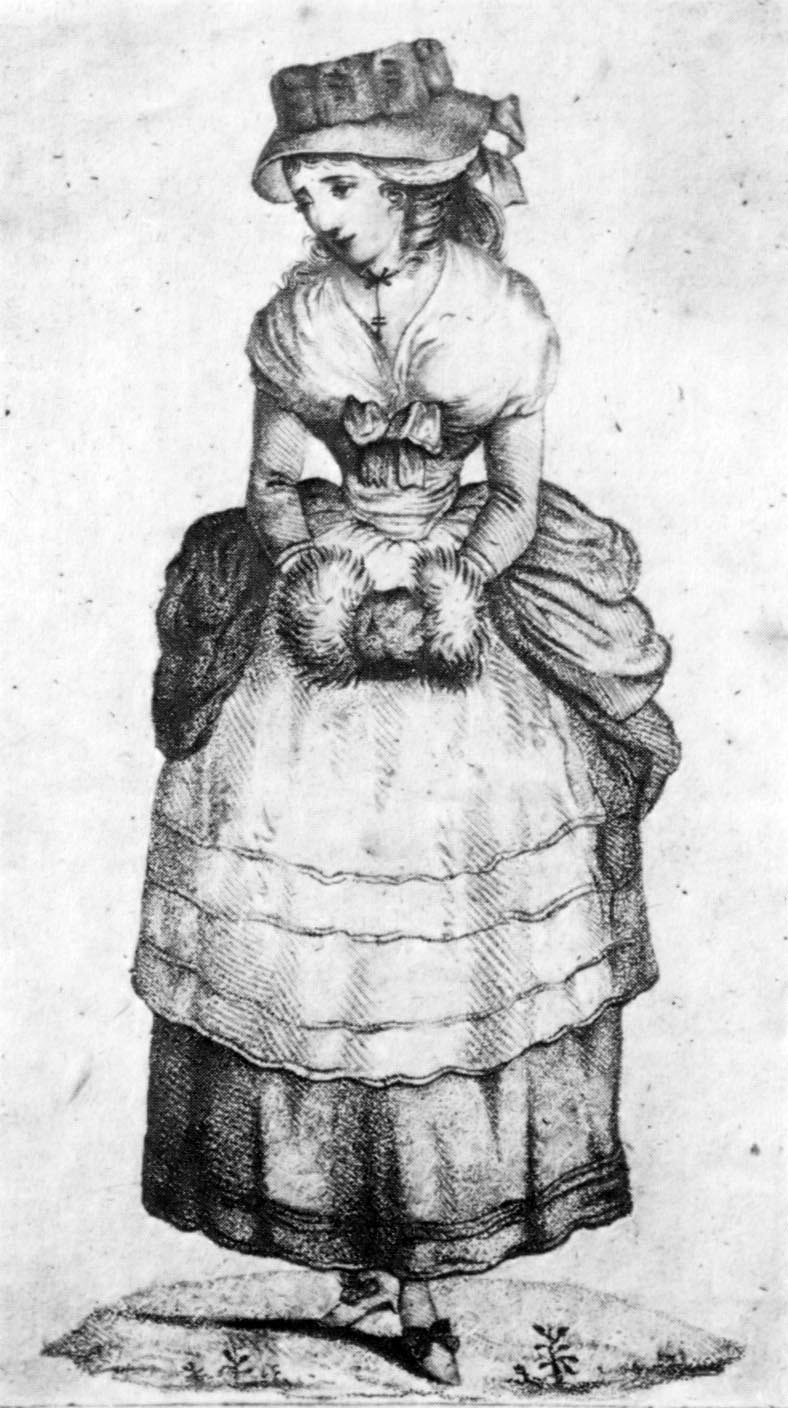
シャルロッテ・ブッフ

この作品は作者ゲーテの実体験をもとに執筆されている。1771年にストラスブール大学で学業を終えたゲーテは、翌年法学を修めるためにヴェッツラーに移るが、ここでヨハン・クリスティアン・ケストナー（de:Johann Christian Kestner） やカール・イェルーザレムといった青年たちと親しくなった。6月9日、ゲーテはヴェッツラー郊外の舞踏会に参加し、そこで作中のシャルロッテのモデルとなるシャルロッテ・ブッフと出会い恋に落ちる。そして間もなく彼女は友人ケストナーと婚約中であることがわかるが、ゲーテは諦めきれずにシャルロッテのもとを頻繁に訪れるようになった。しかし思いを果たせず、9月11日早朝に誰にも告げずに故郷フランクフルトに舞い戻ってしまう。
しかしゲーテは故郷に戻った後もシャルロッテのことが忘れられず、彼女の結婚の日が近づくと懊悩し、一時は自殺すら考えるようになる。そんな中、ヴェッツラーの友人の一人イェルーザレムが1772年10月末に、人妻への失恋がもとでピストル自殺したという報が届く。このときゲーテはこの友人の死と自身の失恋体験を組み合わせた小説の構想を思いつき、1774年2月から1か月あまりでこの小説を書き上げた。この小説を書く作業によりゲーテは彼自身の失恋自殺の危機から脱出できた。
なおシャルロッテ・ブッフは1816年、60歳になったゲーテを訪問し再会を果たしている。トーマス・マンはこの出来事を題材に長編小説『ヴァイマルのロッテ』（1939年）を執筆した。

## 影響
作品は1774年9月に刊行された。ゲーテはすでに前年に自費出版した戯曲『ゲッツ・フォン・ベルリヒンゲン』によってドイツにおいて文名を得ていたが、『ウェルテル』はそれに輪をかけて評判となりすぐに英語、フランス語、イタリア語に翻訳されヨーロッパ中でセンセーションを引き起こした。青年たちの間では作中でウェルテルが着ている、青い燕尾服に黄色いチョッキとズボンというファッションが流行し、作中人物のモデルが詮索され、ウェルテルのモデルであるイェールザレムの墓は愛読者の巡礼地となった。さらにウェルテルを真似て自殺するものが多数現れ、ここから著名人の自殺によって引き起こされる自殺の連鎖を指すウェルテル効果という言葉も生まれている。
ゲーテの同時代人ナポレオンは『ウェルテル』の愛読者であり、この作品をエジプト遠征の際にポケットに忍ばせて行き、7度読んだことを自ら述懐している。

## 日本語訳について
最初の本格的な訳は1891年（明治24年）に、高山樗牛により『山形日報』に連載紹介された。高山訳は、原作の約5分の4を訳出している。初の完訳版は1904年（明治37年）に、漢詩人でもある久保天随（得二）訳『ゑるてる』である。重訳をふくめ谷崎精二、秦豊吉、茅野蕭々、高橋健二、澤西健、前田敬作、井上正蔵、高橋義孝、手塚富雄、柴田翔、竹山道雄、神品芳夫など多数の訳者により訳・出版された。下記が、現在入手しやすい書目。
- 若きウェルテルの悩み（高橋義孝訳、新潮文庫、初版1952年、改版2010年ほか）
- 若きウェルテルの悩み（竹山道雄訳、岩波文庫、改版1978年）
- 若きウェルテルの悩み（神品芳夫訳、潮出版社『ゲーテ全集　第6巻』所収、1979年、普及版2003年）
- 若きウェルテルの悩み（内垣啓一訳、中央公論社『世界の文学5』所収、1964年、のち新版）
- 若きヴェルターの悩み（大宮勘一郎編訳、「ポケットマスターピース02　ゲーテ」集英社文庫ヘリテージ、2015年）。他に各（抄版・第二部）で「ファウスト」「親和力」を収録。
  - 若きヴェルターの悩み（大宮勘一郎訳、作品社、2023年）
- 若きウェルテルの悩み（酒寄進一訳、光文社古典新訳文庫、2024年）